# Faraj Saad Marzouk
Faraj Abdullah Saad Marzouk (arabisch فرج عبد الله سعد مرزوق; * 1961) ist ein ehemaliger katarischer Leichtathlet.
Er war bekannt als Sprinter und stellte 1984 mit 10,1 Sekunden im 100-Meter-Lauf seine persönliche Bestmarke auf.
Er qualifizierte sich für die Olympischen Spiele 1984 in Los Angeles, bei denen er in den Disziplinen 100-Meter-Lauf und 4-mal-100-Meter-Staffel antrat. Faraj Saad Marzouk beendete den 100-Meter-Lauf mit 10,78 Sekunden und schied in den ersten Runden aus dem Wettbewerb aus. Beim Staffellauf qualifizierte sich für die Halbfinals und belegte dort den achten Platz.
Auch bei den Olympischen Spielen 1988 trat er für sein Heimatland Katar in der Disziplin 4-mal-100-Meter-Staffel an. In der ersten Runde stellte er mit 40,05 Sekunden in der 4-mal-100-Meter-Staffel seine beste olympische Zeit auf und belegte den fünften Platz. Die Halbfinals beendete er auf dem achten Platz.